# Матюшок, Владимир Михайлович
Матюшок Владимир Михайлович — российский экономист, доктор экономических наук,  профессор, заведующий кафедрой экономическо-математического моделирования РУДН, Директор Международного центра исследований развивающихся рынков РУДН, Почетный работник высшего профессионального образования РФ, заслуженный деятель науки Республики Ингушетия, вице-президент Международной ассоциации экономистов CEMAFI international

## Биография
Родился 3 июля 1950 г. в Брестской обл. в семье железнодорожника.
1957-1965 - Осовская восьмилетняя школа Столинского района Брестской области.
1965-1969 - Пинское педагогическое училище имени А. С. Пушкина
1969 - преподаватель математики, Лукская ВШ Столинского района
1969-1971 - служба в рядах Советской Армии
1971-1978 - учеба в Университете дружбы народов, 6 раз на каникулах работал в студенческих стройотрядах бойцом, командиром, комиссаром районного отряда, командиром ИССО ЦК ВЛКСМ "Дружба". В 1978 году окончил с отличием Университет дружбы народов (факультет экономики и права, специальности «экономика и планирование народного хозяйства» и переводчик с французского языка ).
1978-1986 - преподаватель-стажер, аспирант, ассистент, с 1985 года доцент - факультет экономики и права РУДН.
1982 год - защитил кандидатскую диссертацию по экономике  развивающихся стран.
1986 год - основал лабораторию вычислительной техники, переведен на должность заведующего кафедрой.
1988-2019 - заведующий кафедрой экономико-математического моделирования), которая была первопроходцем в информатизации учебного процесса и научных исследований на гуманитарных факультетах РУДН.
2003 год - защитил докторскую диссертацию по теме «Методологические аспекты формирования стратегии экономического развития России в условиях глобализации».
2004 год -  присвоено ученое звание   профессора; преподаёт курсы «Экономико-математические методы и модели», «Системный анализ», «Управление инновационными проектами».
2019-н/в - профессор-консультант.

## Научно-педагогическая деятельность
Под научным руководством Матюшка В.М. подготовлены  18 кандидатов наук, сотни специалистов, бакалавров и магистров для многих стран мира.
- Основатель кафедры Экономико-математического моделирования РУДН.
- Один из основателей Института мировой экономики и бизнеса РУДН.
- Основатель магистерской программы двойных дипломов "Управление международными проектами" с Университетом CNAM (Париж).
- Основатель магистерской программы двойных дипломов "Управление международным бизнесом" с Университетом Ниццы (Франция).
- Заместитель Председателя диссертационного совета по мировой экономике экономического факультета РУДН.
- Эксперт РГНФ (2014-2016гг.).
- Академик Международной академии организационных наук
- Руководитель и организатор 6 международных научных конференций в РУДН.
- Специалист по проблемам мировой экономики, моделированию и прогнозированию социально-экономических процессов. Научные интересы охватывают стратегическое управление экономическим развитием в условиях глобализации, формирование эндогенных факторов экономического развития в условиях глобализации.
- Автор концепции эндогенного экономического роста России в условиях глобализации.

Матюшок В. М. является автором свыше 180 учебных и научных работ, в том числе:
* 7 монографий: «Проблемы стратегии экономического развития России в условиях глобализации», «Современные тенденции информатизации и экономическое развитие», «Инновации и экономическое развитие», «Агропромышленная интеграция в развивающихся странах» и др.;
* 9 учебников и учебных пособий, из них пять — с грифом Минобразования: Информатика для экономистов. — Под общ. ред. В. М. Матюшка. (Учебник с грифом Министерства образования и науки), учебные пособия "Экономико-математические методы и модели (микроэкономика) — соавтор Багриновский К. А., «Прикладные задачи исследования операций» (Учебное пособие с грифом УМО) — соавторы Афанасьев М. Ю., Багриновский К. А., «Основы эконометрического моделирования с использованием Eviews» (Учебное пособие), соавторы Балашова С. А., Лазанюк И. В. и др.
В 2020 г. в издательстве РУДН вышла его  философско-автобиографическая книга: Матюшок В.М. Universitas: Тайны и проекты жизни /  - Москва : РУДН. 2020. 202 с.  ISBN 978-5-209-09659-7

## Список основных научных публикаций
По проблемам стратегии экономического роста России
1.      От системного кризиса к духовному и экономическому возрождению России // Вестник РУДН. Серия «Экономика». – 1999. – № 1 (5). – С. 15–28.
2.     To the Strategy of Long-term Socio-Еconomic Development of Russia// The Kentucky Journal of Economics and Business. – USA, 2001. – Vol. 20. – Р. 1–9.
3.      К стратегии долгосрочного экономического развития России // М.: Вестник РУДН, серия Экономика, 2000, № 1(6).  https://cyberleninka.ru/article/n/k-strategii-dolgosrochnogo-sotsialno-ekonomicheskogo-razvitiya-rossii/viewer
4.      О поиске цели и стратегии экономического развития России // Бизнес-образование. – 2002. – № 2 (13). – С. 13–23.
5.      Принципы стратегического управления экономическим развитием в условиях перехода к информационному обществу // Экономические науки. – 2006. – № 1 (4). – С. 83–95.
6.      Эндогенный экономический рост в условиях глобализации мировой экономики // Современная экономическая теория и реформирование экономики России. – М.: Экономика, 2010. – С. 155–168 (в соавт. с С.А. Балашовой).
7.     Endogenous growth in a globalizing world economy. La théorie économique moderne et la réformation de l’économie russe. – Moscou-Nice: Economika, 2010. – Р. 49–54 (в соавт. с С.А. Балашовой).
8.      Эндогенный экономический рост как условие модернизации экономики России (часть 1) // Вестник РУДН. Серия: Экономика. – 2010. – № 2. – С. 5–14 (в соавт. с С.А. Балашовой). - https://cyberleninka.ru/article/n/endogennyy-ekonomicheskiy-rost-kak-uslovie-modernizatsii-ekonomiki-rossii-1/viewer
9.      Эндогенный экономический рост как условие модернизации экономики России (часть 2) // Вестник РУДН. Серия: Экономика. – 2010. – № 3. – С. 5–13 (в соавт. с С.А. Балашовой). - https://cyberleninka.ru/article/n/endogennyy-ekonomicheskiy-rost-kak-uslovie-modernizatsii-ekonomiki-rossii/viewer
10.      The trajectory of growth and structural transformation of the world economy amid international instability / под редакцией Балашовой С. А., Матюшка В. М. — Москва: РУДН, 2014. ISBN 978-5-209-06232-5
11. Theoretical and applied aspects of transactional analysis of activities of enterprises // The 9th International Days of Statistics and Economics Conference. — 2015 (в соавт. С Andrey Berezin, Natalia Gorodnova, Natalia Plotnikova, Еlena Shablova).
12.  О стратегиях экономического роста России // Вестник РУДН. Серия: Экономика. – 2016. – № 4. – С. 7–19. - https://cyberleninka.ru/article/n/o-strategiyah-ekonomicheskogo-rosta-rossii/viewer
13.  О методологических аспектах формирования экономической стратегии России в условиях западных санкций // Национальные интересы: приоритеты и безопасность. – 2017. – Т. 13. – № 12. – С. 2273–2290. - https://cyberleninka.ru/article/n/o-metodologicheskih-aspektah-formirovaniya-ekonomicheskoy-strategii-rossii-v-usloviyah-zapadnyh-sanktsiy/viewer
14.  О механизмах и системах имплементации стратегии эндогенного экономического роста России // Экономический анализ: теория и практика. – 2019. – Т. 18. – Вып. 1. – С. 4–22 (в соавт. с С.А. Балашовой). - https://www.elibrary.ru/item.asp?id=36791241
15.  Growth Scenarios for the Russian Economy // Emerald Publishing Limited. – London, 2019 (в соавт. с С. Балашовой, И. Лазанюк).
По проблемам инноваций и путям становления инновационной экономики
16.  Тернистый путь к инновационной экономике: доклад на международной конференции в Ницце в 2011 г. // Вестник РУДН. Серия: Экономика. – 2011. – № 5. – С. 141–157. https://cyberleninka.ru/article/n/ternistyy-put-k-innovatsionnoy-ekonomike
17.  Lе chemin epineux vers l`Economie de l`Innovation // La Russie, L`Europe et la mediterranee dans la crise. – Paris: L`Harmattan, 2013. – Р. 141–163.
18.  Европейский путь к инновационной экономики // Вестник РУДН. Серия: Экономика. – 2011. – № 4. – С. 44–55 (в соавт. с А. Кравцовым). - https://cyberleninka.ru/article/n/evropeyskiy-put-k-innovatsionnoy-ekonomike/viewer
19.  Приоритетные направления развития экономики России: формирование и оценка инновационного потенциала // Национальные интересы: приоритеты и безопасность. – 2013, февраль. – № 7 (196). – С. 8–19. - https://cyberleninka.ru/article/n/prioritetnye-napravleniya-razvitiya-ekonomiki-rossii-formirovanie-i-otsenka-innovatsionnogo-potentsiala/viewer
20.  Инновационная экономика в странах ЕС: формирование и методы ее количественной оценки // Экономика природопользования. – 2012. – № 2. – С. 118–141 (в соавт. с А. Кравцовым). - https://www.elibrary.ru/item.asp?id=17758421
21.  La modernisation et le développement de l’innovation des systèmes économiques à la lumière de la théorie du «chaos contrôlé» // Les Cahiers du CEDIMES. – 2018. – Vol. 12. – № 1. – Р. 15–27.
22.  Модернизация и инновационное развитие экономических систем в свете теории «управляемого хаоса // Вестник РУДН. Серия: Экономика. – 2015. – № 1. С. 7–18. - https://cyberleninka.ru/article/n/modernizatsiya-i-innovatsionnoe-razvitie-ekonomicheskih-sistem-v-svete-teorii-upravlyaemogo-haosa/viewer
Новые тренды в развитии мировой экономики, информатизация и цифровизация
23.  Информатизация как стратегическое направление развития мировой экономики // Вестник РУДН. Серия: Экономика. – 2002. – № 1 (8). – С. 35–43. - https://cyberleninka.ru/article/n/informatizatsiya-kak-strategicheskoe-napravlenie-razvitiya-mirovoy-ekonomiki/viewer
24.  Сетевая экономика» и глобализация экономической деятельности // Информационное общество. – 1999. – № 6. – С. 46–47. - https://www.elibrary.ru/item.asp?id=9117981
25.  Новые тренды в мировой экономике (часть 1) // ФЭС: Финансы. Экономика. Стратегия. – Воронеж, 2016. – № 10. – С. 5–11 (в соавт. с В.А. Красавиной). - https://www.elibrary.ru/item.asp?id=27639581
26.  Новые тренды в мировой экономике (часть 2) // ФЭС: Финансы. Экономика. Стратегия. – Воронеж, 2016. – № 11. – С. 5–12 (в соавт. с В.А. Красавиной). - https://www.elibrary.ru/item.asp?id=28363864
27.  Мировой рынок новейших ИТ-технологий и национальные интересы // Национальные интересы: приоритеты и безопасность. – 2017. – Т. 13. – № 11. – С. 1988–2004 (в соавт. с В.А. Красавиной). - https://cyberleninka.ru/article/n/mirovoy-rynok-noveyshih-it-tehnologiy-i-natsionalnye-interesy/viewer
28.  Оценка степени проникновения ИТ и интернет в регионы РФ как базы для внедрения «умных» энергетических сетей // Управленческий учет. – 2018. – № 11. – С. 49–63 (в соавт. с С.Ю. Ревиновой). - https://www.elibrary.ru/item.asp?id=37278659
29.  Методы оценки финансовой эффективности наукоемких проектно-ориентированных компаний // Научный журнал КубГАУ. – 2015. – № 5 (109). – С. 707–733 (в соавт. с С.В. Матюшком и Е.Ю. Хрусталевым). - https://cyberleninka.ru/article/n/metody-otsenki-finansovoy-effektivnosti-naukoemkih-proektno-orientirovannyh-kompaniy1/viewer
30.   Мировой рынок систем и технологий искусственного интеллекта: становление и тенденции развития // Вестник Российского университета дружбы народов. Серия: Экономика. - 2020. - Т. 28. - №3. - C. 505-521. doi: 10.22363/2313-2329-2020-28-3-505-521 (в соавторстве с  Красавина В.А., Матюшок С.В). - https://cyberleninka.ru/article/n/mirovoy-rynok-sistem-i-tehnologiy-iskusstvennogo-intellekta-stanovlenie-i-tendentsii-razvitiya/viewer
По проблемам экономики энергетики
31.  Пути модернизации и инновационного развития энергетического машиностроения в России // Национальные интересы: приоритеты и безопасность. – 2014. – № 18 (255). – С. 17–30 (в соавт. с В.С. Жуковым). - https://cyberleninka.ru/article/n/puti-modernizatsii-i-innovatsionnogo-razvitiya-energeticheskogo-mashinostroeniya-v-rossii/viewer
32.  Инструменты государственной поддержки экспорта генерирующего оборудования // Национальные интересы: приоритеты и безопасность. – 2014. – № 39 (276). – С. 2–13 (в соавт. с В.С. Жуковым). - https://cyberleninka.ru/article/n/instrumenty-gosudarstvennoy-podderzhki-eksporta-generiruyuschego-oborudovaniya/viewer
33.  Динамика мирового рынка фотовольтаики и перспективы развития в России // Экономика и предпринимательство. – М.: Буки Веди, 2014. – № 6 (47). – С. 96–100 (в соавт. с А. Чумаковым). - https://www.elibrary.ru/item.asp?id=21728841
34.  Роль интеллектуальных энергосетей в повышении экономической эффективности российской электроэнергетической отрасли и конкурентоспособности национальной экономики // Конкурентоспособность в глобальном мире: экономика, наука, технологии. – 2017. – № 12. – С. 457–460 (в соавт. с С.А. Балашовой, К.Г. Гомоновым). - https://www.elibrary.ru/item.asp?id=34922494
35. The influence of energy production from renewable energy sources on energy efficiency and total factor productivity (В соавт. с S. A. Balashova, K. G. Gomonov). - IOP Conference Series: Materials Science and Engineering. - Доступ по ссылке: https://iopscience.iop.org/article/10.1088/1757-899X/937/1/012003/pdf
По проблемам международного движения капитала
36. Modern Trends in Capital Flows in Emerging Markets / /  Regaining Global Stability After the Financial Crisis. - Hershey, PA: IGI Global, 2018. - P. 190-213 (в сооавт. с Balashova S., Petrenko I.).
37.  Риски инвестирования в страны с развивающимися рынками // Вопросы новой экономики. – 2019, июнь. – С. 58–64 (в соавт. с И. Петренко). - https://www.elibrary.ru/item.asp?id=38941220